# Argés
Argés ist eine Kleinstadt und eine zentralspanische Gemeinde (municipio) mit 7.014 Einwohnern (Stand: 2024) in der Provinz Toledo in der Autonomen Gemeinschaft Kastilien-La Mancha.

## Lage und Klima
Argés liegt etwa sechs Kilometer südöstlich von Toledo in der historischen Provinz La Mancha in einer Höhe von ca. 675 m. Im Gemeindegebiet befindet sich der Stausee Embalse del Arroyo Guajaraz.
Das Klima im Winter ist rau, im Sommer dagegen trocken und warm; der spärliche Regen (ca. 453 mm/Jahr) fällt überwiegend in den Wintermonaten.

## Bevölkerungsentwicklung
| Jahr      | 1970 | 1981 | 1991 | 2001 | 2011 | 2021 |
| Einwohner | 509  | 1166 | 1855 | 2569 | 5643 | 6621 |

Seit dem Beginn der 2000er Jahre ist durch den Ausbau von Wohngebieten die Gemeinde zu einer Pendlerstadt nach Toledo geworden. 

## Sehenswürdigkeiten
- Eugeniuskirche (Iglesia de San Eugenio Mártir)
- Casa de Medrano, barockes Herrenhaus
- Torre Cervatos

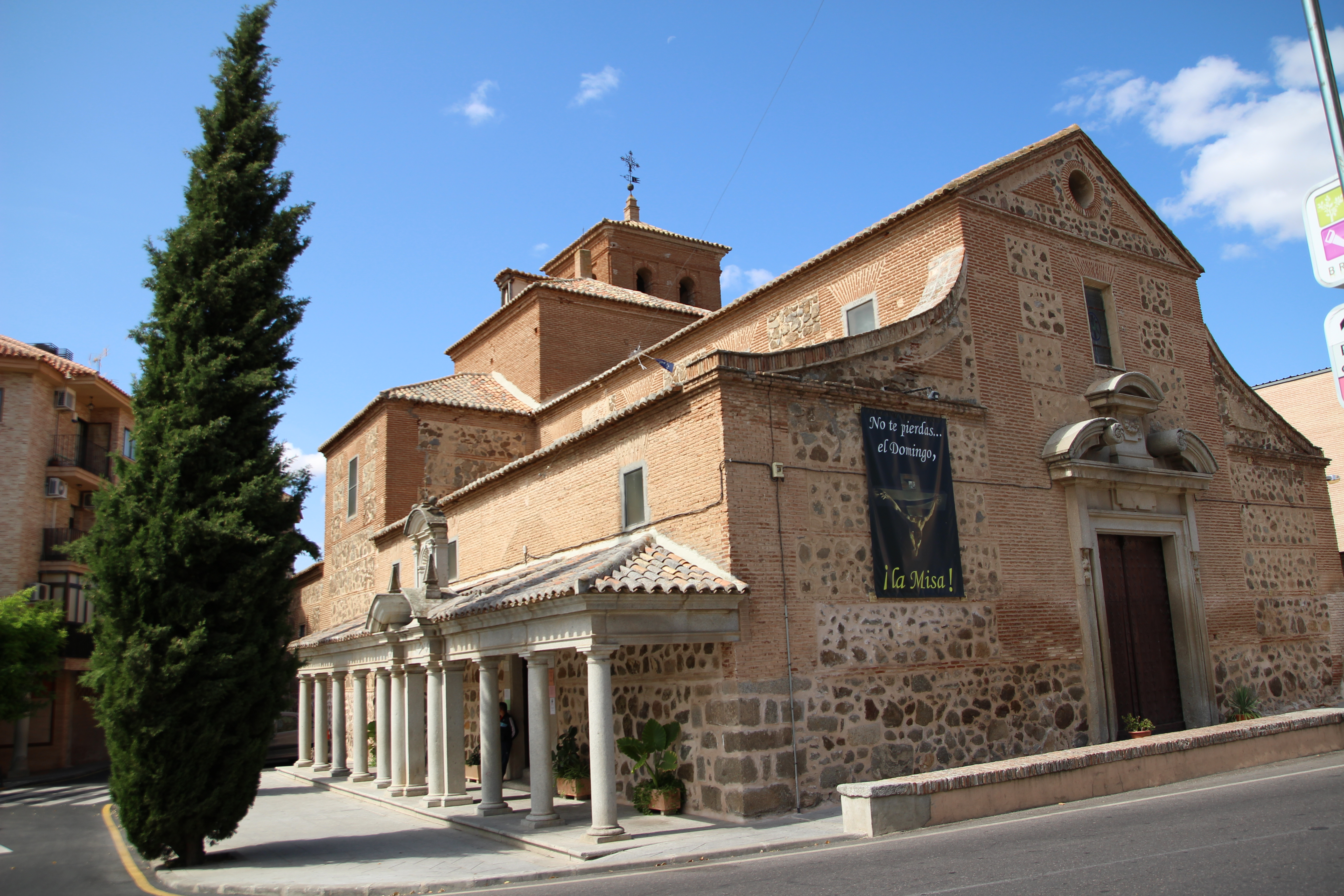
Eugeniuskirche
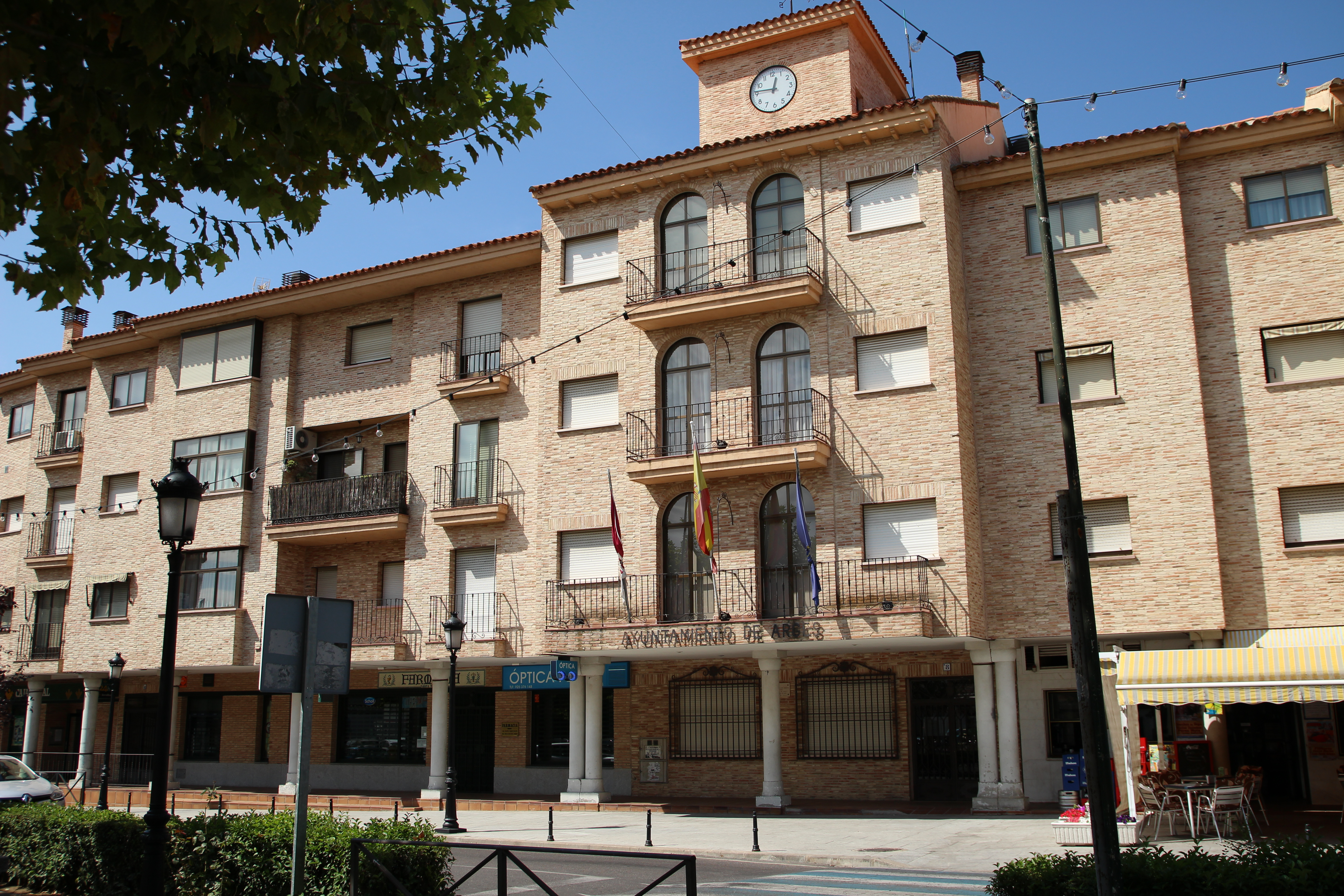
Rathaus